# Mare Nostrum 2009
Navigation
Édition 2008 Édition 2010
L'édition 2009 du circuit de natation Mare Nostrum, la 10e, se dispute durant le mois de juin, en bassin de 50 mètres.
Les trois étapes programmées sont identiques à celles de l'année 2008 et les journées de compétition sont au nombre de deux pour les rendez-vous espagnol et monégasque et de 3 pour le français.
Le vainqueur du trophée est la Russe Anastasia Zueva ; elle devance la Suédoise Therese Alshammar et sa compatriote Valentina Artemyeva.

## Les étapes
| Dates         | Lieu                | Nom du circuit                                          | Résultats |
| ------------- | ------------------- | ------------------------------------------------------- | --------- |
| 6 au 7 juin   | Barcelone           | XXXe Gran Premi Internacional Ciutat de Barcelona       | [ 1 ]     |
| 9 au 11 juin  | Canet-en-Roussillon | XXIIe Meeting Arena de Canet en Roussillon              | [ 2 ]     |
| 13 au 14 juin | Monaco              | XXVIIe Meeting International de natation de Monte-Carlo | [ 3 ]     |

## Classement
| Place | Nom                  | Nationalité    | Points attribués | Points attribués | Points attribués | Total |
| Place | Nom                  | Nationalité    | Barcelone        | Canet            | Monaco           | Total |
| ----- | -------------------- | -------------- | ---------------- | ---------------- | ---------------- | ----- |
| 1     | Anastasia Zueva      | Russie         | 1 020            | 1 022            | 1 049            | 3 091 |
| 2     | Therese Alshammar    | Suède          | 977              | 1 034            | 1 045            | 3 056 |
| 3     | Valentina Artemyeva  | Russie         | 1 010            | 999              | 1 034            | 3 043 |
| 4     | Daniela Samulski     | Allemagne      | 984              | 1 003            | 1 018            | 3 005 |
| 5     | Libby Trickett       | Australie      | 1 000            | 1 010            | 993              | 3 003 |
| 6     | Andrew Lauterstein   | Australie      | 996              | 986              | 985              | 2 967 |
| 7     | Yuliya Efimova       | Russie         | 977              | 979              | 1 003            | 2 959 |
| 8     | Roland Mark Schoeman | Afrique du Sud | 962              | 970              | 1 018            | 2 950 |
| 9     | Mirna Jukić          | Autriche       | 998              | 981              | 964              | 2 943 |
| 10    | Marieke Guehrer      | Australie      | 969              | 973              | 967              | 2 909 |

## Vainqueurs par épreuve

### 50 m nage libre
| Étapes              | Hommes             | Hommes     |                | Femmes     | Femmes |
| Étapes              | Vainqueur          | Temps      | Vainqueur      | Temps      |        |
| Barcelone           | César Cielo        | 21 s 97 RC | Libby Trickett | 24 s 21 RC |        |
| Canet-en-Roussillon | Frédérick Bousquet | 21 s 65 RC | Libby Trickett | 24 s 15 RC |        |
| Monaco              | Cullen Jones       | 21 s 58 RC | Libby Trickett | 24 s 30    |        |

### 100 m nage libre
| Étapes              | Hommes        | Hommes     |                | Femmes     | Femmes |
| Étapes              | Vainqueur     | Temps      | Vainqueur      | Temps      |        |
| Barcelone           | César Cielo   | 48 s 83    | Libby Trickett | 53 s 87 RC |        |
| Canet-en-Roussillon | Fabien Gilot  | 48 s 33 RC | Libby Trickett | 53 s 27 RC |        |
| Monaco              | Alain Bernard | 48 s 53    | Libby Trickett | 53 s 57    |        |

### 200 m nage libre
| Étapes              | Hommes                 | Hommes           |                | Femmes           | Femmes |
| Étapes              | Vainqueur              | Temps            | Vainqueur      | Temps            |        |
| Barcelone           | Nikita Lobintsev       | 1 min 47 s 30 RC | Joanne Jackson | 1 min 58 s 39    |        |
| Canet-en-Roussillon | Aleksandr Soukhoroukov | 1 min 46 s 81 RC | Bronte Barratt | 1 min 59 s 33    |        |
| Monaco              | Paul Biedermann        | 1 min 44 s 88 RE | Camille Muffat | 1 min 57 s 84 RC |        |

### 400 m nage libre
| Étapes              | Hommes           | Hommes           |                | Femmes           | Femmes |
| Étapes              | Vainqueur        | Temps            | Vainqueur      | Temps            |        |
| Barcelone           | Nikita Lobintsev | 3 min 44 s 97 RC | Joanne Jackson | 4 min 05 s 90 RC |        |
| Canet-en-Roussillon | Anthony Pannier  | 3 min 52 s 07    | Bronte Barratt | 4 min 08 s 24    |        |
| Monaco              | Paul Biedermann  | 3 min 48 s 77    | Lotte Friis    | 4 min 06 s 53    |        |

### 1 500m (hommes) & 800 m (femmes) nage libre
| Étapes              | Hommes                 | Hommes         |                        | Femmes           | Femmes |
| Étapes              | Vainqueur              | Temps          | Vainqueur              | Temps            |        |
| Barcelone           | Marcos Rivera Miranda  | 15 min 22 s 49 | Joanne Jackson         | 8 min 24 s 48 RC |        |
| Canet-en-Roussillon | Yuriy Prilukov         | 15 min 08 s 79 | Wendy Trott            | 8 min 32 s 70    |        |
| Monaco              | Épreuve non programmée |                | Épreuve non programmée |                  |        |

### 50 m dos
| Étapes              | Hommes            | Hommes  |                 | Femmes     | Femmes |
| Étapes              | Vainqueur         | Temps   | Vainqueur       | Temps      |        |
| Barcelone           | Liam Tancock      | 25 s 52 | Anastasia Zueva | 27 s 82 RC |        |
| Canet-en-Roussillon | Benjamin Treffers | 25 s 14 | Anastasia Zueva | 27 s 80 RC |        |
| Monaco              | Gerhard Zandberg  | 25 s 62 | Anastasia Zueva | 27 s 56 RC |        |

### 100 m dos
| Étapes              | Hommes             | Hommes  |                 | Femmes        | Femmes |
| Étapes              | Vainqueur          | Temps   | Vainqueur       | Temps         |        |
| Barcelone           | Arkadi Viatchanine | 55 s 19 | Anastasia Zueva | 59 s 95 RC    |        |
| Canet-en-Roussillon | Arkadi Viatchanine | 54 s 90 | Anastasia Zueva | 59 s 37 RC    |        |
| Monaco              | Arkadi Viatchanine | 55 s 01 | Noriko Inada    | 1 min 01 s 61 |        |

### 200 m dos
| Étapes              | Hommes           | Hommes        |                 | Femmes        | Femmes |
| Étapes              | Vainqueur        | Temps         | Vainqueur       | Temps         |        |
| Barcelone           | Felix Wolf       | 2 min 01 s 68 | Anastasia Zueva | 2 min 10 s 04 |        |
| Canet-en-Roussillon | Stanislav Donets | 2 min 00 s 73 | Lizzie Simmonds | 2 min 09 s 65 |        |
| Monaco              | Stanislav Donets | 2 min 01 s 15 | Permille Larsen | 2 min 11 s 62 |        |

### 50 m brasse
| Étapes              | Hommes             | Hommes     |                     | Femmes     | Femmes |
| Étapes              | Vainqueur          | Temps      | Vainqueur           | Temps      |        |
| Barcelone           | Mark Gangloff      | 27 s 87    | Valentina Artemyeva | 30 s 56 RC |        |
| Canet-en-Roussillon | Mark Gangloff      | 27 s 62 RC | Valentina Artemyeva | 30 s 67    |        |
| Monaco              | Christian Sprenger | 27 s 73    | Valentina Artemyeva | 30 s 39 RC |        |

### 100 m brasse
| Étapes              | Hommes             | Hommes           |                | Femmes        | Femmes |
| Étapes              | Vainqueur          | Temps            | Vainqueur      | Temps         |        |
| Barcelone           | Christian Sprenger | 1 min 00 s 38 RC | Yuliya Efimova | 1 min 07 s 66 |        |
| Canet-en-Roussillon | Christian Sprenger | 1 min 00 s 40    | Yuliya Efimova | 1 min 07 s 54 |        |
| Monaco              | Christian Sprenger | 1 min 00 s 43    | Yuliya Efimova | 1 min 07 s 47 |        |

### 200 m brasse
| Étapes              | Hommes             | Hommes        |                | Femmes        | Femmes |
| Étapes              | Vainqueur          | Temps         | Vainqueur      | Temps         |        |
| Barcelone           | Christian Sprenger | 2 min 12 s 35 | Mirna Jukić    | 2 min 22 s 84 |        |
| Canet-en-Roussillon | Christian Sprenger | 2 min 11 s 89 | Mirna Jukić    | 2 min 23 s 66 |        |
| Monaco              | Christian Sprenger | 2 min 11 s 42 | Yuliya Efimova | 2 min 24 s 45 |        |

### 50 m papillon
| Étapes              | Hommes               | Hommes     |                   | Femmes  | Femmes |
| Étapes              | Vainqueur            | Temps      | Vainqueur         | Temps   |        |
| Barcelone           | Andrew Lauterstein   | 23 s 36 RC | Therese Alshammar | 26 s 06 |        |
| Canet-en-Roussillon | Rafael Muñoz         | 23 s 37    | Therese Alshammar | 25 s 57 |        |
| Monaco              | Roland Mark Schoeman | 23 s 19 RC | Therese Alshammar | 25 s 48 |        |

### 100 m papillon
| Étapes              | Hommes             | Hommes     |                 | Femmes  | Femmes |
| Étapes              | Vainqueur          | Temps      | Vainqueur       | Temps   |        |
| Barcelone           | Andrew Lauterstein | 51 s 77 RC | Sarah Sjöström  | 57 s 90 |        |
| Canet-en-Roussillon | Andrew Lauterstein | 51 s 70 RC | Felicity Galvez | 57 s 94 |        |
| Monaco              | Andrew Lauterstein | 52 s 04    | Irina Bespalova | 58 s 99 |        |

### 200 m papillon
| Étapes              | Hommes      | Hommes        |                   | Femmes        | Femmes |
| Étapes              | Vainqueur   | Temps         | Vainqueur         | Temps         |        |
| Barcelone           | Dinko Jukić | 1 min 56 s 53 | Jessicah Schipper | 2 min 09 s 72 |        |
| Canet-en-Roussillon | Dinko Jukić | 1 min 56 s 99 | Felicity Galvez   | 2 min 08 s    |        |
| Monaco              | László Cseh | 1 min 56 s 69 | Jessicah Schipper | 2 min 08 s 77 |        |

### 200 m 4 nages
| Étapes              | Hommes              | Hommes        |                 | Femmes           | Femmes |
| Étapes              | Vainqueur           | Temps         | Vainqueur       | Temps            |        |
| Barcelone           | James Goddard       | 2 min 01 s 75 | Hannah Miley    | 2 min 12 s 29    |        |
| Canet-en-Roussillon | Vytautas Janušaitis | 2 min 01 s 08 | Kathryn Meaklim | 2 min 14 s 79    |        |
| Monaco              | László Cseh         | 2 min 00 s 31 | Camille Muffat  | 2 min 11 s 87 RC |        |

### 400 m 4 nages
| Étapes              | Hommes        | Hommes        |                 | Femmes           | Femmes |
| Étapes              | Vainqueur     | Temps         | Vainqueur       | Temps            |        |
| Barcelone           | James Goddard | 4 min 23 s 70 | Hannah Miley    | 4 min 34 s 41 RC |        |
| Canet-en-Roussillon | Dinko Jukić   | 4 min 18 s 69 | Hannah Miley    | 4 min 38 s 27    |        |
| Monaco              | László Cseh   | 4 min 13 s 39 | Mireia Belmonte | 4 min 42 s 86    |        |

## Légendes
- RC : record du circuit Mare Mostrum
- RE : record d'Europe
- RM : record du monde